# Marianowo (okręg wileński)
Marianowo, także Murowanka (lit. Marijoniškės) – wieś na Litwie, w okręgu wileńskim, w rejonie wileńskim, w gminie Dukszty.

## Historia
W dwudziestoleciu międzywojennym folwark leżący w Polsce, w województwie wileńskim, w powiecie wileńsko-trockim, w gminie Mejszagoła.
Po II wojnie światowej w granicach Związku Sowieckiego. Od 1991 na niepodległej Litwie.